# Кубок Федерації — відкриття сезону
Кубок Федерації — відкриття сезону — турнір Федерації хокею України, що проводився двічі в 2008 та 2010 роках.

## 2008
Перший розіграш відбувся 5—7 вересня 2008 року на ковзанці київської Льодової арени «Авангард». Змагалися за трофей чотири колективи: СХК «Білий Барс» (Бровари), ХК «Харків», «АТЕК» (Київ) і молодіжна збірна України. Турнір проходив за круговою системою: кожен з суперників мав зіграти три поєдинки за підсумками яких і визначався володар Кубку, котрим став СХК «Білий Барс».

## 2010
Наступний турнір, титульним спонсором якого був «Укргазбанк», пройшов з 2 по 4 вересня 2010 року. Призовий фонд турніру склав 40 тисяч гривень. У турнірі взяли участь «Сокіл», ХК «Харків», «Донбас» та «Беркут». Команди зіграли 1 коло, за підсумком якого переможцем турніру з 9 очками в активі став «Сокіл». ХК «Харків» став срібним призером, «Донбас» та «Беркут» посіли відповідно 3 та 4 місця. Найкращим гравцем турніру став Роман Малов («Сокіл»).